# Manuel Barreiro Bustelo
Manuel Barreiro Bustelo (Santiago di Compostela, 8 luglio 1986) è un calciatore spagnolo, attaccante del Compostela.

## Caratteristiche tecniche
È un centravanti.

## Statistiche

### Presenze e reti nei club
Statistiche aggiornate al 7 luglio 2017.
| Stagione             | Squadra              | Campionato           | Campionato | Campionato | Coppe nazionali | Coppe nazionali | Coppe nazionali | Coppe continentali | Coppe continentali | Coppe continentali | Altre coppe | Altre coppe | Altre coppe | Totale | Totale | Totale |
| Stagione             | Squadra              | Comp                 | Pres       | Reti       | Comp            | Pres            | Reti            | Comp               | Pres               | Reti               | Comp        | Pres        | Reti        | Pres   | Reti   |        |
| -------------------- | -------------------- | -------------------- | ---------- | ---------- | --------------- | --------------- | --------------- | ------------------ | ------------------ | ------------------ | ----------- | ----------- | ----------- | ------ | ------ | ------ |
| 2004-2005            | Valencia Mestalla    | TD                   | 1          | 0          |                 | -               | -               |                    | -                  | -                  |             | -           | -           | 1      | 0      |        |
| 2005-2006            | Lalín                | TD                   | 33         | 8          | CR              | 0               | 0               |                    | -                  | -                  |             | -           | -           | 33     | 8      |        |
| 2006-2007            | Algeciras            | TD                   | 39         | 16         | CR              | 0               | 0               |                    | -                  | -                  |             | -           | -           | 39     | 16     |        |
| 2007-gen. 2008       | Algeciras            | SB                   | 17         | 2          | CR              | 0               | 0               |                    | -                  | -                  |             | -           | -           | 17     | 2      |        |
| Totale Algeciras     | Totale Algeciras     | Totale Algeciras     | 56         | 18         |                 | 0               | 0               |                    | -                  | -                  |             | -           | -           | 56     | 18     |        |
| gen.-giu. 2008       | Cadice B             | TD                   | 12         | 8          |                 | -               | -               |                    | -                  | -                  |             | -           | -           | 12     | 8      |        |
| 2007-2008            | Cadice               | SD                   | 7          | 1          | CR              | 0               | 0               |                    | -                  | -                  |             | -           | -           | 7      | 1      |        |
| 2008-2009            | Cadice               | SB                   | 14         | 1          | CR              | 0               | 0               |                    | -                  | -                  |             | -           | -           | 14     | 1      |        |
| Totale Cadice        | Totale Cadice        | Totale Cadice        | 21         | 2          |                 | 0               | 0               |                    | -                  | -                  |             | -           | -           | 21     | 2      |        |
| 2009-gen. 2010       | Jerez Industrial     | SB                   | 16         | 6          | CR              | 0               | 0               |                    | -                  | -                  |             | -           | -           | 16     | 6      |        |
| gen.-giu. 2010       | Zamora CF            | SB                   | 7          | 0          | CR              | 0               | 0               |                    | -                  | -                  |             | -           | -           | 7      | 0      |        |
| 2010-2011            | Cerceda              | TD                   | 36         | 20         | CR              | 1               | 0               |                    | -                  | -                  |             | -           | -           | 37     | 20     |        |
| 2011-2012            | Pontevedra           | TD                   | 36         | 12         | CR              | 0               | 0               |                    | -                  | -                  |             | -           | -           | 36     | 12     |        |
| 2012-2013            | Racing Ferrol        | TD                   | 38         | 23         | CR              | 0               | 0               |                    | -                  | -                  |             | -           | -           | 38     | 23     |        |
| 2013-2014            | Racing Ferrol        | SB                   | 28         | 21         | CR              | 1               | 0               |                    | -                  | -                  |             | -           | -           | 29     | 21     |        |
| Totale Racing Ferrol | Totale Racing Ferrol | Totale Racing Ferrol | 66         | 44         |                 | 1               | 0               |                    | -                  | -                  |             | -           | -           | 67     | 44     |        |
| 2014-2015            | Alavés               | SD                   | 31         | 11         | CR              | 4               | 1               |                    | -                  | -                  |             | -           | -           | 35     | 12     |        |
| 2015-2016            | Alavés               | SD                   | 32         | 5          | CR              | 2               | 1               |                    | -                  | -                  |             | -           | -           | 34     | 6      |        |
| 2016-gen. 2017       | Alavés               | SD                   | 0          | 0          | CR              | 1               | 0               |                    | -                  | -                  |             | -           | -           | 1      | 0      |        |
| Totale Alaves        | Totale Alaves        | Totale Alaves        | 63         | 16         |                 | 7               | 2               |                    | -                  | -                  |             | -           | -           | 70     | 18     |        |
| gen.-giu. 2017       | Gimnàstic            | SD                   | 19         | 5          |                 | -               | -               |                    | -                  | -                  |             | -           | -           | 19     | 5      |        |
| Totale carriera      | Totale carriera      | Totale carriera      | 366        | 139        |                 | 9               | 2               |                    | -                  | -                  |             | -           | -           | 375    | 141    |        |